# Giuseppe Colombo
Giuseppe Colombo (Padua, 2 de octubre de 1920-Padua, 20 de febrero de 1984), más conocido por su apodo Bepi Colombo, fue un científico italiano, matemático e ingeniero en la Universidad de Padua, Italia.

## Mercurio
Es especialmente reconocido por su trabajo en el planeta Mercurio; sus cálculos para mantener una nave espacial en una órbita resonante con Mercurio con múltiples sobrevuelos  fueron determinantes para el éxito de la misión Mariner 10. Colombo también explicó la resonancia de espín-órbita de la órbita de Mercurio, mostrando que gira tres veces por cada dos órbitas alrededor del Sol.

## Los anillos de Saturno
Colombo también hizo importantes contribuciones al estudio de los anillos de Saturno, en su mayoría usando observaciones terrestres antes de que la exploración espacial alcanza el sistema solar exterior.

## Otras contribuciones
Colombo inventó cables para conectar satélites entre sí. También participó en la planificación de Giotto, la misión de la Agencia Espacial Europea para estudiar el cometa Halley, pero murió antes de que se lanzara la nave espacial.

## Legado
La misión de la ESA a Mercurio planificada se denomina BepiColombo en su honor. La división de Colombo en los anillos de Saturno y el asteroide (10387) Bepicolombo también llevan su nombre.